# 千島アイヌ語
千島アイヌ語（ちしまアイヌご、Kuril Ainu language）またはアイヌ語千島方言（アイヌごちしまほうげん）は千島列島で話されていたアイヌ語の方言である。現在は消滅した言語（死語）である。主な分布は国後島、択捉島、得撫島、占守島であった。カムチャツカ半島南端ではイテリメンと千島アイヌが混淆した集団が少数存在したことが考えられる。
千島アイヌは比較的最近北海道から千島列島に入り、近年ニヴフ説が有力となっているオホーツク文化を置き換えた。1875年に千島列島が日本の施政下になったときには、カムチャツカ半島にも100人のアイヌがいた。1884年、北千島（主に占守島と幌筵島）のアイヌは日本政府により、色丹島に強制移住させられた。一部はのちに幌筵島や温禰古丹島へ戻ったが、あくまで「出稼ぎのため」で本格的な帰還は認められなかった。移住後の千島アイヌは生活環境の変化から急激に数を減らし、言語自体もその頃には絶えたとされている。1945年に千島列島がソビエト連邦の施政下になると、残った南千島のアイヌは北海道に移住し同化して姿を消した。
1962年に当時北海道大学大学院生だった村崎恭子（後に同大教授）が7人の千島アイヌ（及び和人とのハーフ）の生存を確認し、8月に弟子屈町などに住んでいた4人から聞き取り調査を行った。そのうち二人は、両親は千島アイヌ語を話していたが自分たちの世代では話さなかったので知らないと証言した。他の二名は言葉を覚えていたというが、北海道での辛い経験のせいか、村崎はほとんど話を聞いてもらえなかった（うち一人はアイヌであることすら否定した）。このため、言葉を覚えている人にはついに一人も出会えずに終わった。そして翌年の論文で村崎は千島アイヌ語の消滅を報告した。

## 言語資料と特徴
現在、千島アイヌ語の言語資料は
- 1738年にステパン・クラシェニンニコフ（ロシア語版）がカムチャツカでポロムシル出身の千島アイヌから聞き取った記録のうち285語[6]
- 1811年にヴァシーリー・ゴロヴニーンが千島アイヌの若者であるアレクセイと共に記録した北千島の千島アイヌ語および南千島のアイヌ語用語集のうち230語[7]
- 1843年以前に著者不明であるが、Voznesenskiiが極東へ最後の旅行をした1843年以前に編纂されたI. Voznesenskiiの著作集に収録されている700語[8]
- 1879年から1882年にカムチャダルで勤務していたポーランドの動物学者であるベネディクト・ディボウスキー（英語版）が占守島出身の北千島アイヌから聞き取った1900語[9]
- 1891年に水科七三郎と和田雄治が全道各所に巡視し千島列島に到着した際に、色丹島の戸長の和田良成から聞き取った占守島より移住した千島アイヌの、気象・自然・日付・計数などに関する127単語[10][11]
- 1899年に鳥居龍蔵が色丹島に移住した千島アイヌのグリゴリーとラウレンチ（原文ママ）から聞き取った700語[12]

くらいしか残されておらず、現在もこれらの乏しい資料を基に研究が続けられている。
このうち数詞については、18世紀のクラシェニンニコフの記録では十進法だったのに対し、19世紀のディボウスキーの記録では二十進法に変化したことが判明している。